# Старонормандский язык
Старонормандский язык — один из ойльских языков. Он употреблялся на территории современной Нормандии и распространился на территории Англии, Южной Италии, Сицилии и Леванта. Этот язык является предком англо-нормандского и нормандского языков. В старонормандском языке были заимствованы  скандинавские, франкские и саксские слова. Произведения известного  джерсийского поэта Роберта Васа являются несколькими из сохранившихся до наших дней памятниками старонормандского языка.